# Nils Lysø

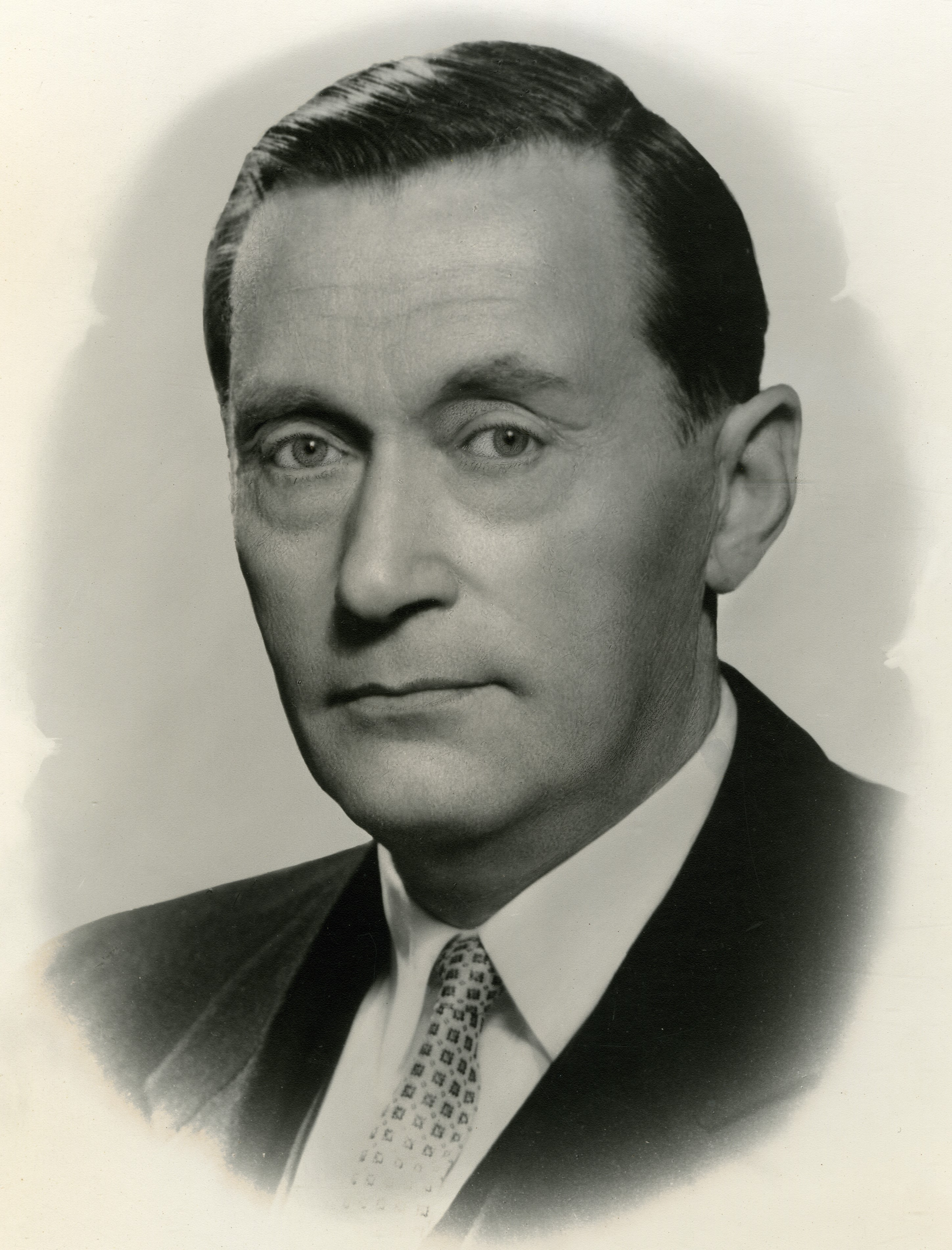
Nils Lysø

Nils Kristian Lysø (* 3. September 1905 in Jøssund, Bjugn, heute: Trøndelag; † 7. Juli 1977) war ein norwegischer Politiker der Arbeiderpartiet, der unter anderem von 1955 bis 1963 Fischereiminister in der dritten Regierung Gerhardsen sowie zwischen 1958 und 1965 Mitglied des Storting war. Darüber hinaus bekleidete er von 1963 bis 1974 das Amt als Gouverneur (Fylkesmann) der Provinz (Fylke) Sør-Trøndelag.

## Leben

### Fischer, Kommunalpolitiker und stellvertretendesStorting-Mitglied

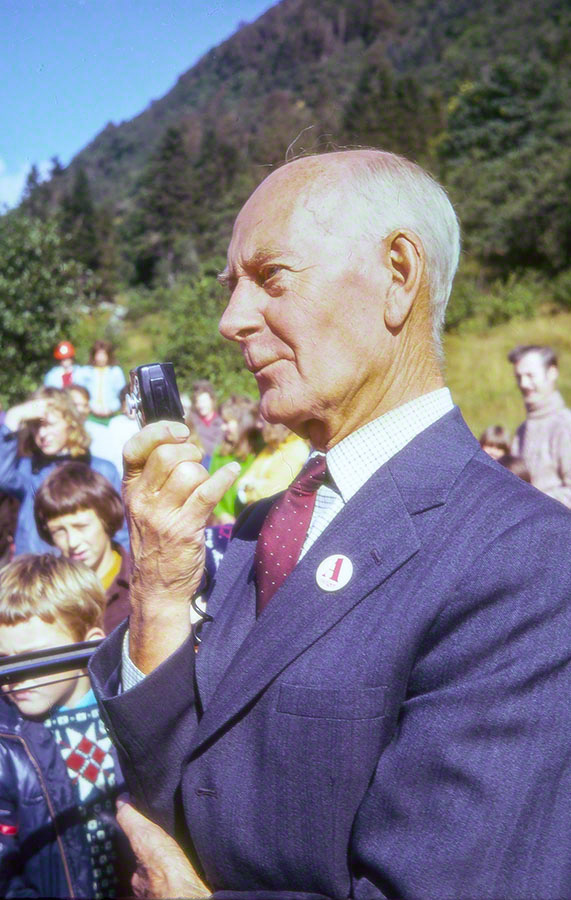
In der dritten Regierung von Ministerpräsident Einar Gerhardsen bekleidete Kolbjørn Varmann von 1955 bis 1960 das Amt als Minister für Verkehr und Kommunikation.

Nils Lysø, Sohn des Kleinbauern und Bauarbeiters Helmer Johansen Lysø (1861–1957) und Jørgine Hansen Lysøkak (1866–1962), besuchte nach der Mittelschule (Framhaldsskole) die Küstenschifferschule (Kystskipperskole) und war danach als Bauer und Fischer tätig. Er engagierte sich in Lysøysund als Vorsitzender der Arbeidernes Ungdomsfylking (AUF), der Jugendorganisation der Arbeiderpartiet, und zudem als Vorsitzender der Arbeiderpartiet in seinem Geburtsort Jøssund. 1936 wurde er erstmals Mitglied des Gemeinderates der Kommune Jøssund und gehörte diesem bis 1945 an. 1939 übernahm er den väterlichen Bauernhof und arbeitete zudem zwischen 1940 und 1947 als Steuersekretär.
Nach Ende des Zweiten Weltkrieges wurde er 1945 Bürgermeister (Ordfører) von Jøssund und bekleidete dieses Amt bis 1953. Daneben war zwischen 1945 und 1955 sowohl Mitglied des Provinzparlaments (Fylkesting) als auch von 1951 bis 1955 Mitglied des Provinzausschusses (Fylkesutvalg) der Provinz (Fylke) Sør-Trøndelag. Nachdem er zwischen 1945 und 1954 Sekretär des Fiskarlag von Sør-Trøndelag war, fungierte er von 1954 und 1955 als Generalsekretär des Norwegischen Fischereiverbandes (Norges Fiskarlag), der 1926 gegründet wurde und sowohl eine Gewerkschaft als auch ein Arbeitgeberverband der norwegischen Fischer ist. Er wurde für die Arbeiderpartiet bei der Parlamentswahl am 10. Oktober 1949 für Sør-Trøndelag erstmals stellvertretendes Mitglied (Vararepresentant) des Storting, des norwegischen Parlaments, und bekleidete diese Funktion nach seiner Wiederwahl am 12. Oktober 1953 bis zum 11. Januar 1958. Von 1953 bis 1954 gehörte er noch einmal dem Gemeinderat von Jøssund als Mitglied an.

### Fischereiminister,Storting-Mitglied undFylkesmann
Am 22. Januar 1955 übernahm Lysø das Amt als Fischereiminister (Statsråd, Fiskeridepartementet) in der dritten Regierung Gerhardsen und bekleidete dieses bis zum 28. August 1963. Bei der Parlamentswahl am 6. Oktober 1957 wurde er selbst zum Mitglied des Storting gewählt, dem er als Vertreter von Sør-Trøndelag nach seiner Wiederwahl am 11. September 1961 zwischen dem 11. Januar 1958 und dem 30. September 1965 angehörte. Während seiner Amtszeit als Fischereiminister übernahm allerdings seine Ersatzabgeordnete (Vararepresentant) Jenny Lund (22. Januar 1955 bis 28. August 1963) kommissarisch sein Mandat im Storting. Nach seinem Ausscheiden aus der Regierung war er im Storting zwischen dem 28. August und dem 3. Oktober 1963 erst Mitglied des Sozialausschusses (Sosialkomité) sowie anschließend vom 3. Oktober 1963 bis zum 30. September 1965 Mitglied des Ausschusses für Finanzen und Zölle (Finans- og tollkomité).
Nach seinem Ausscheiden aus der Regierung wurde Nils Lysø 1963 als Nachfolger von Thor Skrindo Gouverneur (Fylkesmann) der Provinz (Fylke) Sør-Trøndelag und bekleidete dieses Amt bis 1974, woraufhin Einar Moxnes seine Nachfolge antrat. Ferner war er zwischen 1964 und 1975 Vorsitzender des Rates der Staatlichen Fischereifachschule (Statens fiskerfagskole) in Trondheim sowie von 1972 bis zu seinem Tod 1977 Vorsitzender eines Ausschusses zur Untersuchung der Möglichkeiten des künstlichen Brütens, der Zucht von Fischen und zur Entwicklung einer rentablen Industrie (Utvalg til å utrede mulighetene av at kunstig utklekking og oppdrett av fisk utvikler seg til en levedyktig næringsvei). Des Weiteren war er zwischen 1972 und 1976 Vorstandsmitglied von Fosen Trafikklag, eine Transportgruppe, die auf der Schifffahrt an der Küste von Trøndelag basierte, sowie von 1973 bis 1974 Vorsitzender des Zentralnorwegischen Ölrates (Midt-Norsk oljeråd).

## Veröffentlichung
- Stillingen i norsk fiskerinæring og målsettingen framover, Bergen 1963